# Izoenzim
Az izozimek vagy izoenzimek kifejezés olyan enzimekre utal, melyek aminosav-szekvenciájukban eltérnek, de ugyanazt a kémiai reakciót katalizálják. Általában egymástól csak olyan tulajdonságokban különböznek, mint szubsztrát-aktivitás és az enzim-szubsztrát reakció maximális sebessége (lásd: Michaelis–Menten-görbe). Az izozimek léte lehetővé teszi az anyagcsere finomhangolását egy-egy szövet egyéni igényeinek figyelembevételével, vagy az egyedfejlődés különböző állapota szerint (például LDH). A biokémia szerint az izozimek az enzimek izoformái (szorosan összetartozó változatai). Sok esetben homológ gének kódolják őket, melyek idővel divergáltak. Bár az allozimek vagy alloenzimek kifejezést kellene használni az egy gén különböző alléljei által kódolt enzimekre, és az izozimek jelentik a különböző génekből származó, de ugyanazt a reakciót katalizáló enzimeket, a két szót általában felcserélhető módon használják.